# Савинье, Яргелис
Яргелис Савинье Эррера (исп. Yargelis Savigne Herrera; род. 13 ноября 1984, Гуантанамо) — кубинская легкоатлетка, специализирующаяся на тройном прыжке и прыжках в длину.

## Биография

### Ранние годы
Яргелис родилась в пригороде Гуантанамо, Нисето Перес. В 11 лет она стала заниматься в школе лёгкой атлетикой, позже была переведена в спортивную школу на окраине Гуантанамо. Изначально Савинье занималась бегом, но позже перешла в прыжковые дисциплины. Её первым тренером по прыжкам в длину и тройному прыжку был Эдуардо Грант. Благодаря хорошим результатам на национальном чемпионате среди школьников Савинье попала в элитную спортивную школу, где тренировалась под руководством Арнальдо Чарадана. В 2000 она прыгала на 5,92 метра и на 12,65 метров в тройном прыжке. Выиграв соревнования по прыжкам в длину на национальном чемпионате среди юниоров в Сантьяго, Яргелис в 2001 году попала в юниорскую сборную Кубы.
В Гаване Савинье тренировал бывший участник международных соревнований по тройному прыжку, Даниэль Осорио. В 2002 году Яргелис дебютировала на международной арене, выиграв с результатом 6,25 метров соревнование по прыжкам в длину на юниорском чемпионате Центральной Америки и Карибских остров, проходившем на Барбадосе. На юниорском чемпионате мира в Кингстоне Савинье успешно прошла квалификацию, но выбыла из дальнейшей борьбы из-за травмы. Полностью восстановившись после травмы, Савинье в начале 2003 года установила новый рекорд юниорской сборной Кубы по прыжкам в длину — 6,63 м. В том же году она дебютировала на взрослом уровне, завоевав бронзу в прыжках в длину на Панамериканских играх в Санто-Доминго с результатом 6,40 м.

### Спортивная карьера
В 2005 году Савинье в составе сборной Кубы участвовала в европейском туре. Из-за нехватки соревнований по прыжкам в длину тренер Милан Матос предложил Яргелис поучаствовать в соревнованиях по тройному прыжку. Её результаты в этом виде сразу оказались высокими: 14,12 м в Бильбао, 14,56 м в Сарагосе, 14,63 м в Падове. На чемпионате мира в Хельсинки по лёгкой атлетике Савинье решила соревноваться сразу в двух видах. В тройном прыжке она взяла серебряную медаль, прыгнув на 14,82 м, а в прыжках в длину была лишь 4-й с результатом 6,69 м.
В Мировом легкоатлетическом финале 2005 года в Монако Яргелис заняла 3-е место, но обошла мировую чемпионку в тройном прыжке, Тресию Смит с Ямайки. На чемпионате мира в помещении, проходившем в 2006 году в Москве, Савинье выступила менее удачно, заняв пятое место в тройном прыжке и шестое в прыжках в длину. В июле в Афинах того же года она побила национальный рекорд в тройном прыжке, прыгнув на 14,91 м, но из-за травмы была вынуждена досрочно завершить сезон.
В 2007 году Савинье побила рекорды Кубы по тройному прыжку (14,80 м) и прыжкам в длину (6,79 м) в помещениях. В том же году она наконец смогла преодолеть отметку в 15 м в тройном прыжке и завоевала в этом виде золотую медаль на Панамериканских играх в Рио-де-Жанейро. На чемпионате мира 2007 года, проходившем в Осаке, Савинье установила личный рекорд в тройном прыжке (15,28 м) и завоевала золотую медаль. Также она выиграла соревнования по тройному прыжку на Мировом легкоатлетическом финале 2007 года в Штутгарте и чемпионате мира в помещении 2008 года в Валенсии.
На Олимпийских играх 2008 года в Пекине Савинье соревновалась как в тройном прыжке, так и в прыжках в длину, однако в обоих видах осталась без медалей. В тройном прыжке она прыгнула на 15,05 м, но этого хватило лишь на 5-е место, а в прыжках в длину она не сумела с результатом 6,49 м пройти квалификацию.
В 2009 году Савинье вновь выиграла золотую медаль в тройном прыжке на чемпионате мира в Берлине. Хотя её результат (14,95 м) был далёк от её предыдущих рекордов, его хватило для победы. На чемпионате мира в помещении 2010 года в Катаре Савинье прыгнула на 14,86 м и завоевала серебряную медаль. Летом 2010 года Яргелис на легкоатлетическом турнире во французском Реймсе установила личный рекорд в прыжках в длину — 6,91 м.

## Личные рекорды
| Вид                                  | Длина   | Место              | Дата            |
| ------------------------------------ | ------- | ------------------ | --------------- |
| Прыжки в длину (на открытом воздухе) | 6,91 м  | Реймс, Франция     | 30 июня 2010    |
| Прыжки в длину (в помещении)         | 6,79 м  | Штутгарт, Германия | 3 февраля 2007  |
| Тройной прыжок (на открытом воздухе) | 15,28 м | Осака, Япония      | 31 августа 2007 |
| Тройной прыжок (в помещении)         | 15,05   | Валенсия, Испания  | 8 марта 2008    |

## Соревнования
| Год  | Чемпионат                       | Место                                   | Вид            | Длина   | Место   |
| ---- | ------------------------------- | --------------------------------------- | -------------- | ------- | ------- |
| 2002 | Чемпионат мира среди юниоров    | Кингстон, Ямайка                        | прыжки в длину | 6,00 м  | кв. 6-е |
| 2003 | Панамериканские игры            | Санто-Доминго, Доминиканская Республика | прыжки в длину | 6,40 м  | 3-е     |
| 2005 | Чемпионат мира                  | Хельсинки, Финляндия                    | тройной прыжок | 14,82 м | 2-е     |
| 2005 | Чемпионат мира                  | Хельсинки, Финляндия                    | прыжки в длину | 6,69 м  | 4-е     |
| 2005 | Мировой легкоатлетический финал | Монте-Карло, Монако                     | тройной прыжок | 14,81 м | 3-е     |
| 2006 | Чемпионат мира в помещении      | Москва, Россия                          | тройной прыжок | 14,72 м | 5-е     |
| 2006 | Чемпионат мира в помещении      | Москва, Россия                          | прыжки в длину | 6,51 м  | 6-е     |
| 2007 | Панамериканские игры            | Рио-де-Жанейро, Бразилия                | тройной прыжок | 14,80 м | 1-е     |
| 2007 | Панамериканские игры            | Рио-де-Жанейро, Бразилия                | прыжки в длину | 6,66 м  | 3-е     |
| 2007 | Чемпионат мира                  | Осака, Япония                           | тройной прыжок | 15,28 м | 1-е     |
| 2007 | Мировой легкоатлетический финал | Штутгарт, Германия                      | тройной прыжок | 14,78 м | 1-е     |
| 2008 | Чемпионат мира в помещении      | Валенсия, Испания                       | тройной прыжок | 15,05 м | 1-е     |
| 2008 | Олимпийские игры                | Пекин, Китай                            | тройной прыжок | 15,05 м | 5-е     |
| 2008 | Олимпийские игры                | Пекин, Китай                            | прыжки в длину | 6,49 м  | кв. 9-е |
| 2009 | Чемпионат мира                  | Берлин, Германия                        | тройной прыжок | 14,95 м | 1-е     |
| 2010 | Чемпионат мира в помещении      | Доха, Катар                             | тройной прыжок | 14,86 м | 2-е     |
| 2010 | Континентальный кубок           | Сплит, Хорватия                         | тройной прыжок | 14,63 м | 3-е     |
| 2010 | Континентальный кубок           | Сплит, Хорватия                         | прыжки в длину | 6,63 м  | 2-е     |
| 2011 | Чемпионат мира                  | Тэгу, Южная Корея                       | тройной прыжок | 14,43 м | 6-е     |